# Nihat Zeybekci

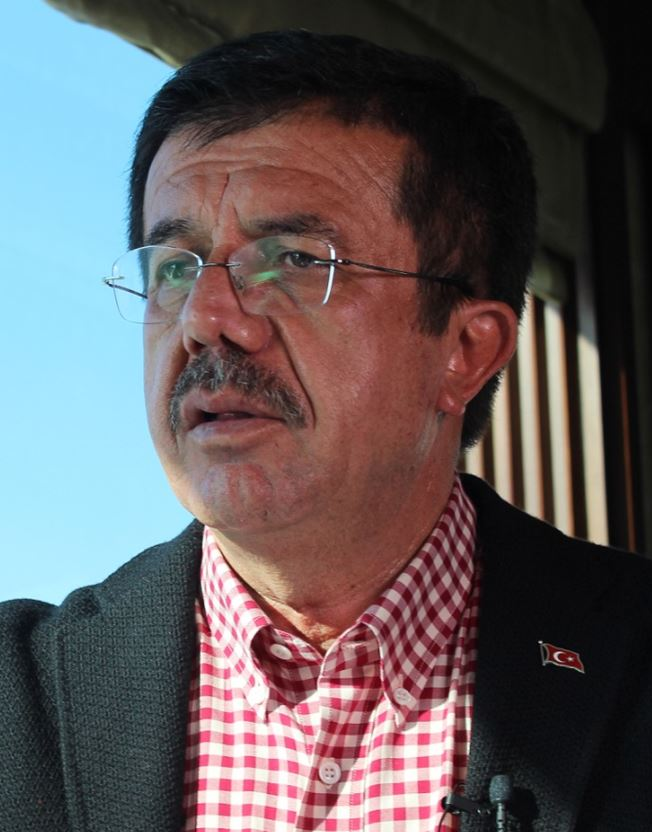
Nihat Zeybekci

Nihat Zeybekci (Denizli, 1 januari 1961) is een Turkse politicus en voormalig minister van Economie. Hij is parlementslid sinds 2011 en diende als minister van Economie tussen 2013-2015 en 2016-2018. Hij werkte als burgemeester van de gemeente Denizli tussen 2004-2011.

## Vroege leven
Nihat Zeybekci werd geboren als kind van Şükrü en Fatma Zeybekci als de jongste van vijf kinderen in het dorp Pınarlar in het district Tavas in Denizli (provincie) op 1 januari 1961. Het gezin verdiende de kost met tabaksteelt, en Nihat hielp zijn ouders in zijn jeugd.
Na zijn studie Bedrijfskunde aan Universiteit van Marmara, behaalde hij zijn masterdiploma in Internationale Betrekkingen aan Universiteit van Istanbul. Hij beweerde ook verdere studies in de economie te hebben uitgevoerd aan South London College in het Verenigd Koninkrijk, maar hij verwijderde deze informatie uit zijn officiële cv nadat deze onjuist bleek te zijn.
Hij is getrouwd en heeft vier kinderen.

## Carrière

### Beroep
Zeybekci diende als executive voor bedrijven in Istanboel en Denizli (stad). In 1994 richtte hij een textielbedrijf op. Hij werd gekozen in de Denizli Chamber of Industry en was voorzitter van twee termen Denizli Textile and Apparel Exporters 'Association.

### Politiek
Zeybekci ging de politiek binnen op regionaal niveau. In de  2004 lokale verkiezingen werd hij tot burgemeester van Denizli gekozen door de Justice and Development Party. Hij werd herkozen voor de functie in de 2009 lokale verkiezingen. In 2011 nam hij ontslag om te gaan zitten in de parlement. Gedurende deze tijd vertegenwoordigde hij zijn stad en land in sommige organisaties voor regionale overheden op nationaal en internationaal niveau.
Hij werd gekozen in de Grote Nationale Vergadering van Turkije in de 2011 algemene verkiezingen als parlementslid uit provincie Denizli. Op 26 december 2013 trad Nihat Zeybekci aan als minister van Economische Zaken, als opvolger van Zafer Çağlayan tijdens premier  Het kabinet van Erdoğan herschikt met tien nieuwe namen die de dag ervoor, op 25 december, werd aangekondigd na het corruptieschandaal 2013 in Turkije.
Hij wordt beschouwd als een goede vriend van Erdoğan, die zijn zomervakantie samen met Zeybekci doorbrengt.